# Санремо
Санремо (італ. Sanremo, ліг. Sanremu) — місто та муніципалітет в Італії, у регіоні Лігурія,  провінція Імперія.
Санремо розташоване на відстані близько 440 км на північний захід від Рима, 115 км на південний захід від Генуї, 22 км на захід від Імперії.
Населення — 55 312 осіб (2014).
Щорічний фестиваль відбувається 13 жовтня. Покровитель — San Romolo. Тут відбувається відомий музичний фестиваль.

## Демографія
Населення за роками:

Станом на 1 січня 2023 року в муніципалітеті офіційно проживало 7110 іноземців з 106 країн, серед них 1627 громадян країн Євросоюзу та 339 громадян України.

## Відомі особистості
У місті народився:
- Джироламо Саккері (1667—1733) — італійський математик
- Маріо Бава (1914—1970) — італійський кінооператор, кінорежисер, сценарист, майстер зі спецефектів.

## Сусідні муніципалітети
- Априкале
- Баярдо
- Черіана
- Оспедалетті
- Перинальдо
- Себорга
- Таджа
- Бордігера